# ادوارد برنز
ادوارد فیتزجرالد برنز (به انگلیسی: Edward Fitzgerald Burns) بازیگر، نویسنده و کارگردان آمریکایی است.

## فیلم‌شناسی

#### گزیده آثار کارگردانی
- برادران مک‌مولن (۱۹۹۵)
- او شماره یک است (۱۹۹۶)
- به گذشته نگاه نکن (۱۹۹۸)
- پیاده‌روهای نیویورک (۲۰۰۱)
- چهارشنبه خاکستر (۲۰۰۲)
- به دنبال کیتی (۲۰۰۴)
- ساقدوش‌های داماد (۲۰۰۶)
- بنفش بنفشه‌ها (۲۰۰۷)
- پسر خوب جانی (۲۰۱۰)
- تازه عروس (۲۰۱۱)
- کریسمس خانواده فیتزجرالد (۲۰۱۲)
- روزهای تابستان، شب‌های تابستان (۲۰۱۸)
- زیر آسمان آبی شهر (۲۰۱۹)
- میلرها در ازدواج (۲۰۲۴)

## زندگی‌نامه
ادوارد برنز در ۲۹ ژانویه ۱۹۶۸ در نیویورک آمریکا به دنیا آمد. پدرش ادوارد جی. برنز گروهبان پلیس و سخنگوی فعال در اداره پلیس نیویورک بود و مادرش در اداره مالی فرودگاه کندی کار می‌کرد. ادوارد به همراه خواهر و برادرش در لانگ آیلند بزرگ شدند و او برای تحصیل به دبیرستان رفت و سپس در دانشگاه اونیونتای نیویورک ادبیات انگلیسی خواند.
پس از آن توانست توسط پدرش در یکی از تلویزیون‌ها کار پیدا کند و برای خود درآمد داشته باشد تا اینکه توانست به سینما راه یافته و در فیلم‌های بسیاری ایفای نقش کند.